# Antička sela sjeverne Sirije
Antička sela sjeverne Sirije čini skupina od 40 sela (od oko njih 700) grupiranih u osam parkova koji se nalaze u sjeverozapadnoj Siriji, jugozapadno od Alepa, a pružaju izvanredno svjedočanstvo seoskog života u kasnoj antici i tijekom bizantskog razdoblja. Napuštena od 8. do 10. stoljeća, sela koja datiraju od 1. do 7. stoljeća (kao što su: Serjilla, Al-Bara, Telanissos, i dr.), poznata i kao Mrtvi gradovi Sirije, imaju izuzetno dobro očuvan krajolik i arhitektonske ostatke stambenih zgrada, poganskih hramova, crkava (kao što je Crkva Svetog Simeona Stupnika iz 475. god. u mrtvom gradu Telanissosu), cisterni, termi, itd. Reliktni kulturni krajolik ovih sela također predstavlja važnu ilustraciju prijelaza iz antičkog poganskog svijeta rimskog carstva do bizantskog kršćanstva. Poneki posjedi ilustriraju hidrauličke tehnike, obrambene zidove i planiranje rimskih poljoprivrednih parcela kao svjedočanstvo majstorstva mještana u poljoprivrednoj proizvodnji.
Napušteno i danas pusto, područje mrtvih gradova nekad je obiliovalo velikim brojem prosperitetnog stanovništva, jer je bogato maslinicima i bilo je zaleđe velikog kršćanskog središta, grada Antiohije. Gradovima i selima ("gradovi" je pogrešan naziv, ali zvuči dramatičnije) nedostaje mrežni plan antičkih gradova, i umjesto toga čini se kako su se ova naselja organski razvila u prirodi.
Nakon islamskog osvajanja bizantskoga svijeta, politički i demografski centar preselio se iz Antiohije u Damask i ovoj regiji, koja je ovisila o Antiohiji, počelo je propadati. Njegovi stanovnici su se odselili ostavljajući za sobom duh gradova. U nedostatku provala ili prirodnih katastrofa, ti gradovi i sela su ostali izvanredno dobro očuvani kroz stoljeća. Zbog toga su od 2011. godine upisani na UNESCO-ov popis mjesta svjetske baštine u Aziji. No, zbog ratnih sukoba, 20. lipnja 2013. godine UNESCO je odlučio staviti svih šest mjesta svjetske baštine u Siriji na popis mjesta svjetske baštine u opasnosti.
- Bazilika u Qalb Lozeu
- Piramidalni mauzolej u Al-Bari
- Ruševine Serjille
- Deir Seman

## Vanjske poveznice
- "Utvrđeno sklonište" - članak (engl.)
- Fotografije Mrtvih gradova
- Mrtvi gradovi - skriveni antički lokaliteti u Siriji (engl.)